# 王神駅
王神駅（ワンシンえき）は朝鮮民主主義人民共和国黄海南道海州市に位置する朝鮮民主主義人民共和国鉄道省の駅である。